# Anthony Granato
Anthony Nicholas Granato (Toronto, 18 marzo 1981) è un giocatore di baseball canadese naturalizzato italiano.

## Carriera

### Club
Dopo aver frequentato la Virginia Commonwealth University, nel 2004 Granato viene firmato dall'organizzazione dei Chicago Cubs, che lo girano ad alcune squadre affiliate nelle leghe minori tra A- e A+. Nel 2006 passa ai Modesto Nuts, farm team dei Colorado Rockies.
Gioca l'annata 2007 con gli Atlantic City Surf, iniziando qui anche la stagione successiva prima di trasferirsi ai Somerset Patriots. Proprio con i Patriots che vince la Atlantic League 2009.
La stagione 2010 Granato la disputa in Europa, al San Marino Baseball. L'interbase italo-canadese fa parte della formazione sammarinese anche per il campionato 2011, culminato con il secondo scudetto italiano conquistato dal club.

### Nazionale
Nel 2010 viene convocato nella Nazionale azzurra (in virtù delle sue origini italiane) con cui vince gli Europei 2010.
Durante il 2012 sceglie di non giocare a livello Pro, tuttavia il manager della Nazionale Marco Mazzieri lo convoca ugualmente sia per gli  Europei 2012 (vinti), sia per il World Baseball Classic 2013.
Al termine della stagione 2012, ha al suo attivo 40 presenze nella nazionale italiana.

## Palmarès

### Club
- Campionati italiani: 1

San Marino: 2011

### Nazionale
- Campionati europei: 2

Italia: 2010, 2012